# Veronica albiflora
Veronica albiflora är en grobladsväxtart som först beskrevs av Francis Whittier Pennell, och fick sitt nu gällande namn av Albach. Veronica albiflora ingår i släktet veronikor, och familjen grobladsväxter. Inga underarter finns listade i Catalogue of Life.